# 21715 Palaniappan
21715 Palaniappan (1999 RA110) là một tiểu hành tinh vành đai chính được phát hiện ngày 8 tháng 9 năm 1999 bởi Nhóm nghiên cứu tiểu hành tinh gần Trái Đất phòng thí nghiệm Lincoln ở Socorro.